# Rewia qaton
| ֽ   | Silluq           |  | ֫ ֥  | Ole we-Jored        |
| ֑   | Etnachta         |  | ֗   | Rewia gadol         |
| ֝ ֗  | Rewia Mugrasch   |  | ֓ ׀ | Schalschelet gedola |
| ֮   | Zarqa (Trope)    |  | ֗   | Rewia qaton         |
| ֭   | Dechi            |  | ֡   | Pazer               |
| ֤ ׀ | Mahpach legarmeh |  | ֨ ׀ | Asla legarmeh       |

| ֣ | Munach        |  | ֥ | Mercha       |
| ֬ | Illuj         |  | ֖ | Tipcha       |
| ֢ | Atnach hafuch |  | ֤ | Mahpach      |
| ֨ | Qadma         |  | ֓ | Schalschelet |
| ֘ | Zinnorit      |  |  |              |

Rewia qaton oder Rewia Katon ◌֗(hebräisch רְבִיעַ קָטוֹן) ist eine Trope in der jüdischen Liturgie (biblisches Satz-, Betonungs- und Kantillationszeichen) und zählt zu den Teamim des poetischen Systems.

## Begriffe
| Trope                                                                          |
| ------------------------------------------------------------------------------ |
| von altgriechisch τρόπος tropos über jiddisch טראָפּ trop dt.: Betonung, Melodie |

Das hebräische Wort רְבִיעִי [rəviʕi] (aram. רְבִיעָי) bedeutet ‚der vierte‘. Das aramäische Wort רְבִיעַ hingegen findet sich im Targum Onkelos in Ex. 23,5  als Übersetzung für hebräisch רֹבֵץ im Sinne von ‚sich niederlegen‘ (unter einer Last). Die Wurzeln sind hebräisch רבץ, bzw. aram. רְבע ‚sich lagern‘.
Das hebräische Wort קָט֗וֹן (qaton) kann als Plene-Schreibweise für קָטֹן ‚klein‘ verstanden werden. Gesenius verwendet beide Schreibweisen in seiner Grammatik. Basierend auf einem Artikel in der Zeitschrift der Deutschen Morgenländischen Gesellschaft führt er in seinem Handwörterbuch das Wort auf ḳaṭân hebräisch קָטָן zurück. Und so finden sich auch Bezeichnungen, wie Rewia qatan etc. in der Literatur.

## Symbol
Das Symbol für Rewia qaton ist ein Punkt über der betonten Silbe. Es unterscheidet sich in der Darstellung nicht von Rewia gadol. Das Zeichen wird in Druckausgaben rautenförmig dargestellt.

## Grammatik
Als „Herzog“ trennt Rewia qaton ein Ole we-Jored-Segment. Es bildet damit die Tropenfolge Rewia qaton – Ole – Jored. An jeder anderen Stelle im Vers ist ein Rewia-Symbol als Rewia gadol zu lesen.
Dass ein Ole we-Jored-Segment auf ein Rewia qaton folgt, setzt voraus, dass an Ole we-Jored kein Wort mit konjunktiver Trope angebunden ist. Anderenfalles wäre Zinnor der letzte Herzog, der dieses Segment trennt.
Während also auf Rewia qaton das Ole stets direkt folgt, kann ihm selbst ein Wort voran gehen, dass durch ein Mercha als konjunktive Trope angebunden ist. Zusätzlich kann dieser Folge im Gegensatz zu einem Rewia-gadol-Segment konjunktiv ein weiteres Wort vorangehen. Dieses ist dann durch Mahpach angebunden.
Als untergeordnetes Trennzeichen kann in einigen Fällen ein Azla legarmeh auftauchen, es gibt keine Fälle, in denen ein zusätzliches vorangehendes Pazer auftauchen würde, wie das bei anderen Zeichen entsprechend vorkommt.

## Vorkommen
| ספרי אמ"ת סִפְרֵי אֱמֶת                                                                            | ספרי אמ"ת סִפְרֵי אֱמֶת |
| --------------------------------------------------------------------------------------------- | ------------------ |
| Sifre Emet [siɸre ʔɛmɛt] deutsch ‚Bücher Emet‘, bzw. ‚Bücher der Wahrheit‘                    |                    |
| אִיוֹב                                                                                          | (Ijob)             |
| מִשְלֵי                                                                                          | (Sprichwörter)     |
| תְהִלִּים                                                                                         | (Psalmen)          |
| Anfangsbuchstaben der Bücher Ijob , Sprichwörter und Psalmen bilden zusammen das Merkwort אֱמֶת |                    |

Die beiden Formen von Rewia gadol und Rewia qaton zählen zu den Ta’amaj Sifre Emet טַעֲמֵי סִפְרֵי אֱמֶ"ת, den Teamim der Bücher Emet. Die Tabelle zeigt das Vorkommen der beiden Formen in diesen drei poetischen Büchern.
| Teil des Tanach | Rewia gadol | Rewia qaton |
| --------------- | ----------- | ----------- |
| Psalmen         | 408         | 153         |
| Ijob            | 96          | 23          |
| Sprüche         | 76          | 18          |
| Gesamt          | 580         | 194         |